# Аль-Завраа
«Аль-Завраа» (араб. نادي الزوراء الرياضي‎) — иракский футбольный клуб из города Багдад, выступающий в Премьер-лиге. Основан в 1969 году. Домашние матчи проводит на стадионе «Аш-Шааб», вмещающем 40 000 зрителей. Прежний домашний стадион «Аз-Звараа» снесён, на его месте возводится новое здание.
Обладает наибольшим числом титулов в Иракском чемпионате — 14, после выхода в высший дивизион в 1975 году никогда его не покидал. В сезоне 2018/2019 года завоевал 16-й Кубок Ирака, что также является рекордом. С 1993 по 1994 год провел рекордную серию из 39 матчей без поражений.
На континентальном уровне высшими достижениями клуба стали 4 место на Клубном чемпионате Азии в сезоне 1996/97 года и 2 место на Азиатском кубке обладателей кубков в сезоне 1999/2000 года.
За белый цвет формы клуб получил прозвище «Чайки».
Фан-клуб — Ultras The Kings.

## Достижения
- Премьер лига Ирака (14): 1976, 1977, 1979, 1991, 1994, 1995, 1996, 1999, 2000, 2001, 2006, 2011, 2016, 2018
- Кубок Ирака (14): 1975/76, 1978/79, 1980/81, 1981/82, 1988/89, 1989/90, 1990/91, 1992/93, 1993/94, 1994/95, 1995/96, 1997/98, 1998/99, 1999/00
- Финал Кубка обладателей кубков АФК: 1999/00